# Gelasio di Cesarea
Gelasio di Cesarea (... – post 395) è stato un vescovo e storico greco antico, vescovo di Cesarea in Palestina dal 367 al 394.

## Biografia
Era nipote di Cirillo di Gerusalemme che lo consacrò vescovo nel 367.
Poiché egli era un fervente niceano nel 373
gli Ariani, favoriti da Valente, ebbero abbastanza potere da insediare in sua vece Euzoio, il quale era partecipe della loro dottrina. 
Morto che fu Valente, Gelasio venne ristabilito nella sua sede, che occupò sino al 395.
Egli era uno dei centocinquanta padri che parteciparono al concilio ecumenico di Costantinopoli e partecipò ad un altro concilio tenuto nella stessa città nel 394; morì qualche tempo dopo.

## Opere
Secondo Girolamo non pubblicò mai i suoi scritti, anche se aveva uno stile accurato e raffinato,
tuttavia, nel V secolo, Socrate Scolastico cita alcune delle sue opere.
Ispirato da suo zio Cirillo, che glielo aveva chiesto quando era sul letto di morte,
scrisse una Storia ecclesiastica in tre libri, continuazione di quella di Eusebio di Cesarea che, si ipotizza, potrebbe esserci in parte arrivata nei libri che Rufino aggiunse alla sua traduzione dell'opera di Eusebio e che contengono la leggenda della scoperta della Vera Croce da parte di Elena.